# Thal-Gäu
Die Amtei Thal-Gäu besteht aus den beiden solothurnischen Bezirken Thal und Gäu mit dem traditionellen Hauptort Balsthal. Sie umfasst 16 Gemeinden mit 37'848 Einwohnern und besitzt damit 13 Mandate für den Solothurner Kantonsrat. Seit 2005 gilt die Amtei als Wahlkreis für die Kantonalwahlen.

## Politik
Bei den Kantonsratswahlen vom 9. März 2025 ergab sich für die Amtei Thal-Gäu folgende Sitzverteilung: Mitte 5, SVP 4, FDP 3 und SP 1.